# Familia Guggenheim

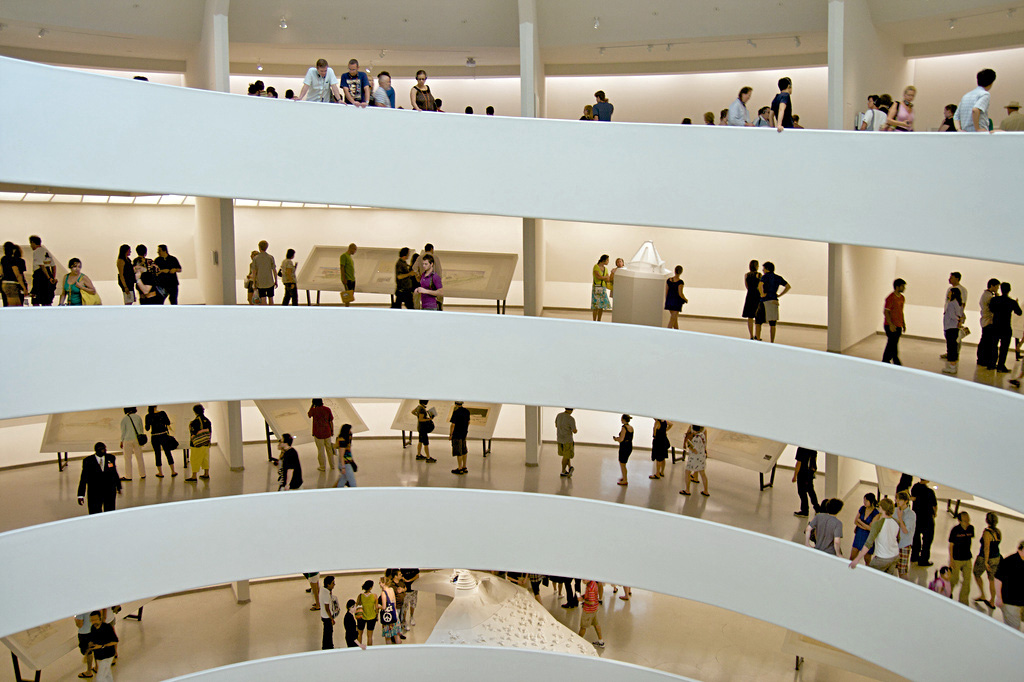
Museo Solomon R. Guggenheim, Quinta Avenida, Manhattan, Estados Unidos.

La familia Guggenheim es una familia estadounidense conocida por su participación en la industria de la minería y posteriormente en la filantropía.
Meyer Guggenheim, un ciudadano suizo de ascendencia askenazi, llegó a Estados Unidos en 1847. Durante las siguientes décadas, la familia se hizo conocida por sus éxitos mundiales en minería y fundición (incluida la American Smelting and Refining Company) y, finalmente, la familia se convirtió en una de las mayores fortunas del mundo. Más tarde se hizo conocida por su filantropía en diversas áreas, tales como el arte moderno y la aviación, incluyendo varios Museos Guggenheim, así como el Laboratorio Aeronáutico Guggenheim y el pabellón I. M. Pei en el Hospital Monte Sinaí en la Ciudad de Nueva York. Vendieron sus activos mineros tras la Primera Guerra Mundial, y más tarde compraron minas de salitre en Chile. Posteriormente, gran parte de la familia dejó la participación directa en la gestión de negocios. Sin embargo, la sociedad de inversión Guggenheim Partners, hoy administra más de $100 mil millones en activos. Otro negocio familiar, el Guggenheim Investment Advisors, supervisa cerca de 50 mil millones de dólares en activos.

## Genealogía
Meyer Guggenheim (1828-1905) tuvo once hijos, entre ellos ocho hombres, cinco de los cuales eran activos en las empresas familiares: Isaac, Daniel, Murry, Solomon, Robert y (Juan) Simon. Los otros hijos eran Benjamín, Robert y William. Las hijas fueron Jeanette, Rose y Cora. Los once hijos de Meyer, sus cónyuges y sus descendientes más notables son mostrados a continuación:
1. Isaac Guggenheim (1854-1922), casado con Carrie Sonneborn (1859-1933). Hijos:
- Beulah V. Guggenheim (1877-1960).
- Edith B. Guggenheim (1880-1960).
- Helene Guggenheim (1886-1962), casada con Edmund L. Haas.

2. Daniel Guggenheim (1856-1930); se convirtió en la cabeza de la familia después de la muerte de su padre. Se casó con Florencia Shloss (1863-1944). Hijos:
- Meyer Robert Guggenheim (1885-1959).
- Harry Frank Guggenheim(1890-1971).
  - Diane Guggenheim (1924-1991).
- Gladys Leonor Guggenheim (1895-1980), casada con Roger Williams Straus (1891-1957). Hijo:
  - Roger Williams Straus, Jr. (1917-2004), fundador y presidente de Farrar, Straus and Giroux.

3. Murry Guggenheim (1858-1939), casada con Leonie Bernheim (1865-1959). Hijos:
- Edmond A. Guggenheim (1888-1972), casado con Marion Price (1888–?).
- Lucille Guggenheim (1894-1972).

4. Solomon R. Guggenheim (1861-1949); fundó la Fundación y el Museo Solomon R. Guggenheim. Casado con Irene M. Rothschild (1868-1954). Hijos:
- Eleanor Mary Guggenheim (1896-1992), casada con Arthur Stuart, 7º conde de Castle Stewart. Hijos:
  - David Stuart, vizconde de Stuart (1921-1942).
  - Robert Stuart, vizconde de Stuart (1923-1944).
  - Arthur Stuart, 8º conde de Castle Stewart (1928–).
    - Andrew Stewart, vizconde de Stuart (1953–).

  - Honorable Simon Stuart (1930-2002).
- Gertrude R. Guggenheim (1898-1966).
- Barbara Josephine Guggenheim (1904-1985), casada con John Lawson-Johnston, de la familia de la producción de Bovril.

5. Jeanette Guggenheim (1863-1889), casada con Alberto Gerstle. Hija:
- Nettie Gerstle (1889–?)

6. Benjamin Guggenheim (1865-1912); murió en el desastre del Titanic. Casado con Florette Seligman (1870-1937). Hijos:
- Benita Rosalind Guggenheim (1895-1927).
- Peggy Guggenheim (1898-1979); fundó la Colección de Peggy Guggenheim. Hijos:
  - Michael Cedric Sindbad Vail
  - Pegeen Vail Guggenheim
- Barbara Hazel Guggenheim (1903-1995), casada con King-Farlowe. Hijos:
  - Barbara King-Farlowe.
    - Ghislaine Agostini.
    - Amelia Kaye.
    - Adam Jacobs.

  - John King-Farlowe.

7. Robert G. Guggenheim (1867-1876).

8. Simon Guggenheim (1867-1941); fue Senador por Colorado. Casado con Olga Hirsch (1877-1970). Hijos:
- John Simon Guggenheim (1905-1922).
- George Denver Guggenheim (1907-1939).

9. William Guggenheim (1868-1941)

10. Rose Guggenheim (1871-1945), casada con Albert Loeb. Hijos:
- Harold A. Loeb (1891-1974)
- Edwin M. Loeb (1894-1966)
- Willard E. Loeb (1896-1958)

11. Cora Guggenheim (1873-1956)
- casada con Luis F. Rothschild (1869-1957), fundador de la L. F. Rothschild. Hijos:
  - Luis F. Rothschild, Jr. (1900-1902)
  - Muriel B. Rothschild (1903–?)
- casada con William Donald Scott. Hijo:
  - Gwendolyn F. Rothschild (1906-1983)